# Annual Review of Analytical Chemistry
Annual Review of Analytical Chemistry, скорочено Annu. Rev. Anal. Chem. — науковий журнал, який видає Annual Reviews. Перше видання вийшло у 2008 році. Журнал виходить раз на рік. Публікуються оглядові статті з усіх розділів аналітичної хімії.
Імпакт-фактор у 2019 році становив 7,023. Згідно зі статистичними даними ISI Web of Knowledge, цей імпакт-фактор ставить журнал на шосте місце з 86 журналів у категорії «Аналітична хімія» та третє місце з 42 журналів у категорії «Спектроскопія». 